# Christoph Voll

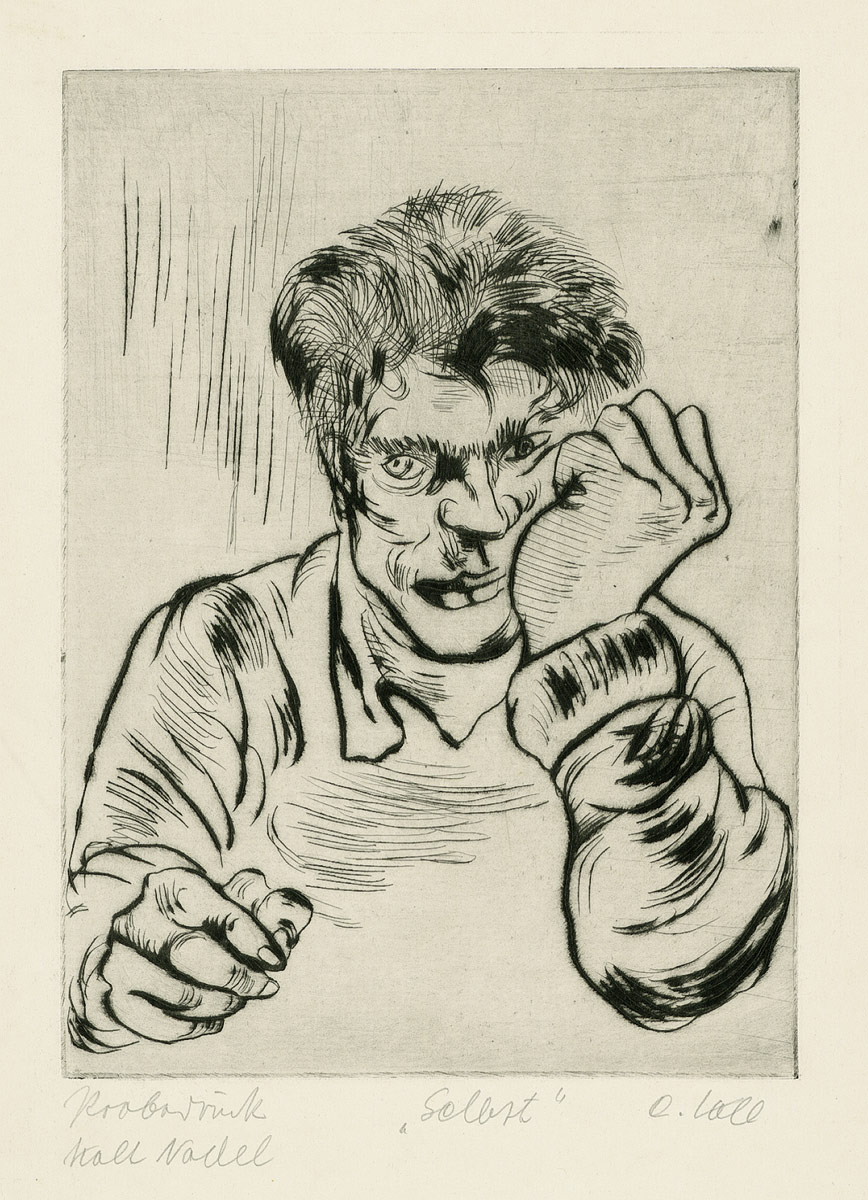
Christoph Voll: Selbst, Radierung

Christoph Voll (* 25. April 1897 in München; † 16. Juni 1939 in Karlsruhe) war ein deutscher Bildhauer und Grafiker.

## Leben und Werk

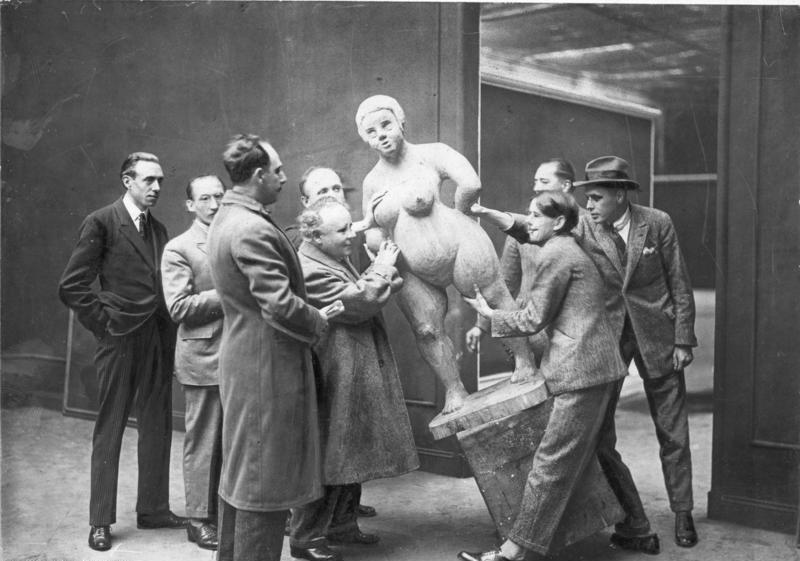
Die Ausstellungskommission der Großen Berliner Kunstausstellung 1924 mit einer Skulptur von Christoph Voll, Berlin 1924

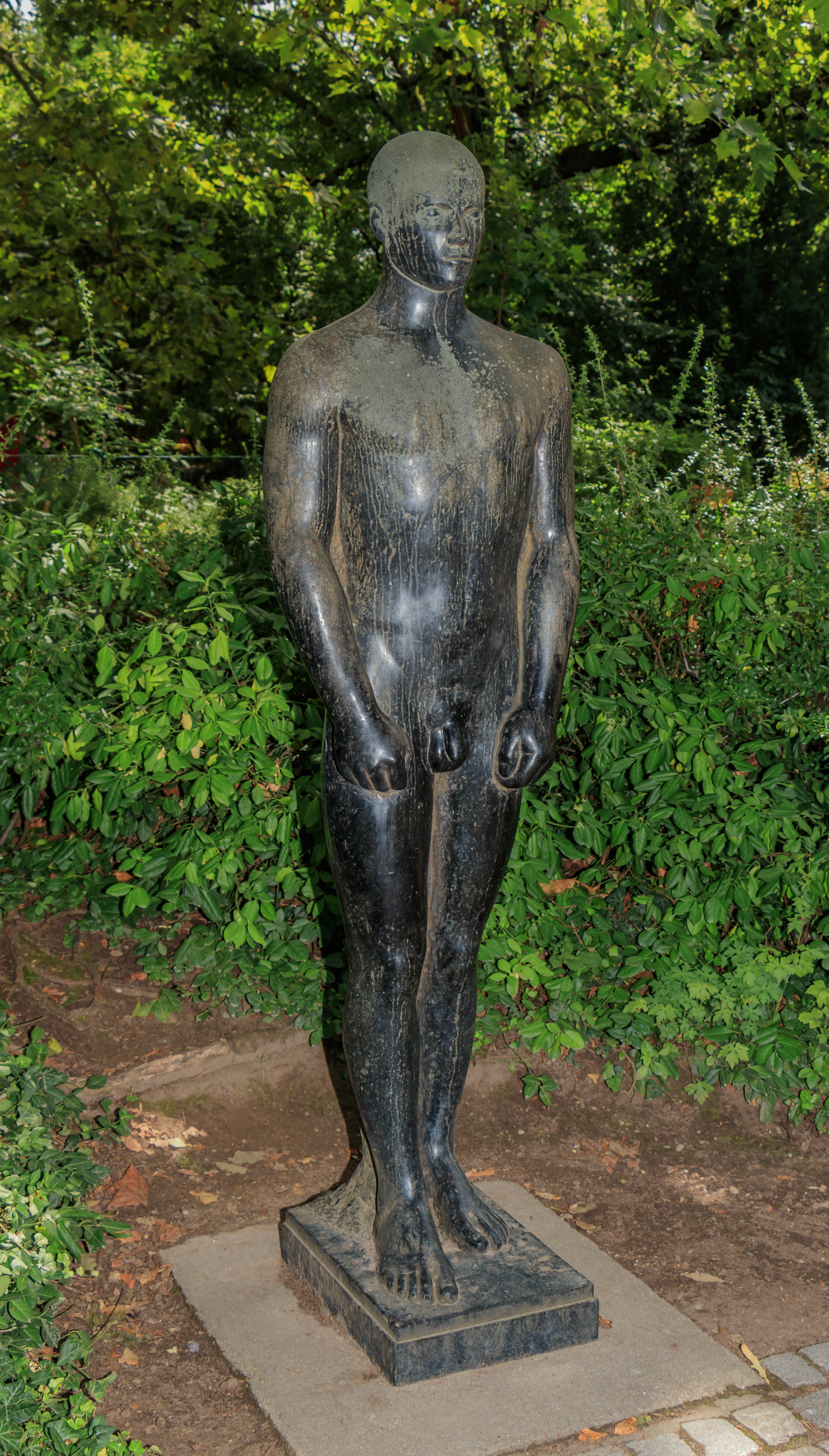
Jüngling, Stadtgarten Karlsruhe

Christoph Voll wuchs nach dem Tod des Vaters in einem Waisenhaus in Kötzting auf. Als Jugendlicher absolvierte er in den Jahren 1911 bis 1915 eine Lehre beim Dresdner Bildhauer Albert Starke, an die sich der Kriegsdienst anschloss. Nach dem Ersten Weltkrieg studierte er 1919 bis 1923 wieder in Dresden, nun an der Akademie der Bildenden Künste, wo er bei Selmar Werner zum Bildhauer ausgebildet wurde. Im Jahr 1920 wurde er Mitglied der Dresdner Sezession Gruppe 1919 um die Maler Conrad Felixmüller und Otto Dix. 1924 stellte er mit der Novembergruppe bei der Großen Berliner Kunstausstellung aus und zog nach Saarbrücken, wo er Leiter an der neu gegründeten Staatliche Schule für Kunst und Handwerk und 1925 zum Professor ernannt wurde. 1928 wechselte er nach Karlsruhe an die Badische Landeskunstschule, wo unter anderen der Maler Artur Graf zu seinen Schülern zählte.
In der Zeit des Nationalsozialismus wurden seine Werke als „Entartete Kunst“ eingestuft. Trotzdem wurde Voll 1933 zunächst nicht aus dem Lehrdienst entlassen, sondern sein Vertrag um zwei Jahre verlängert. Nach Angriffen von Schülern und Kollegen kam es 1935 zu einer genaueren „Untersuchung“, die eine „Vereinbarung“ erbrachte, die besagte, dass er „vom Dienst entpflichtet“ wurde, aber weiterhin das Atelier und die Lehrwerkstatt nutzen durfte, vor allem zum Erfüllen von Staatsaufträgen. Aufgrund weiterer Proteste wurde sein Vertrag auf Weisung des Reichspropagandaministeriums im März 1937 nicht verlängert.
1937 wurden in der Nazi-Aktion „Entartete Kunst“ nachweislich aus dem Kupferstichkabinett Berlin, dem Schlesischen Museum der Bildenden Künste Breslau, der Kunsthütte Chemnitz, der Gemäldegalerie Dresden, dem Kupferstichkabinett Dresden, dem Stadtmuseum Dresden, dem Museum für Kunst und Gewerbe Hamburg, dem Stadtmuseum Altona, der Kunstsammlung der Stadt Königsberg und dem Staatlichen Museum Saarbrücken 43 Werke Volls beschlagnahmt. Der größte Teil wurde vernichtet.
Sein Name findet sich noch im Mitgliederverzeichnis des Deutschen Künstlerbundes (DKB) von 1936 – als einer der ausstellenden Künstler der letzten DKB-Ausstellung im Hamburger Kunstverein, die bereits nach zehn Tagen von der Reichskunstkammer zwangsgeschlossen wurde.
Voll verstarb 1939 zweiundvierzigjährig, sein Grab befindet sich auf einem Dorffriedhof im dänischen Oskby bei Blaavand.

## Werke im Eigentum der öffentlichen Hand (Auswahl)
Die Staatliche Kunsthalle Karlsruhe besitzt Volls hölzernen Blinden Mann mit Kind (um 1926). Seine Skulpturen Jüngling (1933; Diabas) und Eva mit Schlange (1931–1934; Schwarzer Granit) stehen im Zoologischen Stadtgarten Karlsruhe und die Große Badende (um 1930; Roter Marmor) im Botanischen Garten Karlsruhe. Das Kunstmuseum Moritzburg Halle besitzt Volls Große Stehende (Holz) und über Kunstwerk und Künstler im Rahmen einer Audioguide-Führung (Station Nr. 56).
2005 erwarb das Germanische Nationalmuseum aus Privatbesitz fünf Skulpturen des Künstlers (Arbeiter mit Kind (1922), Arbeiterfrau mit Kind (um 1923), Der blinde Bettler (1923), Schwangere Frau (1923) sowie Der Kritiker – Porträt des Literaturkritikers Arthur Binz (um 1925/1926)).
2012 wurden die Aquarelle Mönch (1921) und Sprengmeister Hantsch (1922) beim Schwabinger Kunstfund in München wiederentdeckt.